# Houyi
 (juillet 2015).
Si vous disposez d'ouvrages ou d'articles de référence ou si vous connaissez des sites web de qualité traitant du thème abordé ici, merci de compléter l'article en donnant les références utiles à sa vérifiabilité et en les liant à la section « Notes et références ».

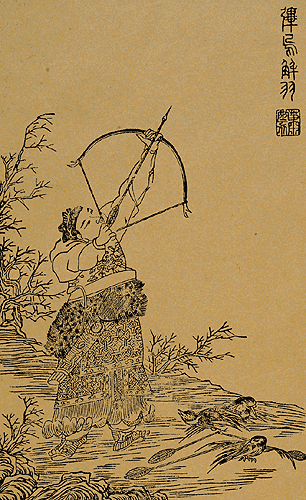
Xiao Yuncong. Houyi décochant une flèche en direction d'un des neuf soleils qu'il doit abattre, 1645, Musée national du Palais, Taïpei, Taïwan.

Houyi (en chinois : 后羿), Yi (en chinois : 羿) ou Pingyi (en chinois : 平羿) est un archer mythique de l’antiquité chinoise. Il est connu par de brefs passages de textes datant des Royaumes combattants aux Han, comme le Shanhaijing, le Huainanzi et le Mengzi. La légende de Houyi (son appellation la plus fréquente en Chine) s’est développée à partir de ces sources, avec de multiples variantes dans les détails au gré de l’imagination ou des intentions du narrateur. Il est considéré comme le mari de la déesse lunaire Chang'e.

## Houyi dans les sources anciennes
Selon un passage du Shanhaijing repris dans le Huainanzi, Yao fit appel à lui pour abattre les neuf soleils surnuméraires apparus durant son règne. Le succès de Yi permit à Yao de devenir empereur.
Un autre passage du Huainanzi lui fait rencontrer Xiwangmu lors d’une expédition de chasse. Elle lui remet des herbes d’immortalité. Sa femme Chang'e les consomme et s’envole dans la lune dont elle devient la déesse.
Dans des sources d'esprit plus historique comme le Mengzi, il est présenté comme un Dongyi (東夷), terme général désignant les ethnies non-Huaxia de l’Est, archer d’élite. Son clan (ou territoire) est Youqiong (有窮). Vassal de Taikang (太康), petit-fils indigne de Yu le Grand, il l’exile et le remplace par son frère Zhongkang (仲康) tout en assurant la régence. Lui aussi fait des mécontents car il consacre plus de temps à la chasse qu’aux affaires publiques. Il est tué par Zhuo de Boming, seigneur de Han (寒浞, 伯明氏), lors d’une expédition de chasse. 

## Houyi dans les références historiques
Houyi – parfois assimilé au personnage légendaire des sources anciennes – était également un chef de tribu de la Chine antique qui, selon les Annales de Bambou, a attaqué la dynastie Xia au cours de la première année du règne du roi Tai Kang et a occupé sa capitale Zhenxun pendant que Taikang chassait au-delà de la rivière Luo. Houyi fut renversé par son lieutenant Han Zhuo, la huitième année du règne du neveu de Taikang, Xiang de Xia.

## Légendes et folklores
Il en existe dans les détails d’innombrables versions, qui en général rassemblent l’anecdote des soleils, l‘obtention des herbes d’immortalité et l’envol de Chang’e dans la lune.
Yi se fait une réputation en sauvant la terre de la sécheresse et des incendies en abattant les neuf soleils excédentaires. Ce n’est pas toujours Yao qui l’en charge, mais parfois la population, ou Yi lui-même qui se porte volontaire. Par la suite, marié à Chang’e, il entre en possession d’herbes ou d’un elixir d’immortalité. La rencontre de Yi et de sa femme, qui n’est pas racontée dans les sources les plus anciennes, est entièrement abandonnée à l’imagination du narrateur.
C’est le plus souvent, comme dans le Huainanzi, la déesse Xiwangmu qui remet à Yi les herbes magiques, mais dans les versions de la République populaire de Chine datant d’avant les années 1980, où Yi et Chang’e forment un couple modèle de proto-prolétaires vivant de la chasse et du travail manuel, il s’agit en général d’un ermite herboriste.
La consommation imprévue des herbes d’immortalité par Chang’e sépare à la fin les époux, car leur effet la fait s’élever dans les airs jusque dans la lune où elle réside éternellement. Parfois la responsabilité lui en incombe, elle fait preuve d’impatience et d’avidité en absorbant immédiatement la totalité d’un elixir dont une moitié appartient à son mari, qui le garde pour leurs vieux jours. Parfois la responsabilité repose sur Yi. On raconte alors qu’il fut promu empereur après son succès contre les soleils, mais devint tyrannique. C’est lui qui veut absorber les herbes pour accroitre son pouvoir et Chang’e les avale pour l’en empêcher.
Une tradition folklorique moins fréquente basée sur un passage du Mengzi en fait un personnage violent ou démoniaque tué par Pengmeng (逢蒙), autre archer d’élite parfois présenté comme son disciple. Cette tradition, qui voit en lui un ancien chef des démons remplacé ultérieurement par Zhongkui (鐘馗), est expliquée par certains folkloristes chinois par l’assimilation des pratiques religieuses des minorités non-Han, dont Yi serait un représentant, à de la sorcellerie.